# Four de potier Varoqueaux
Le four de potier Varoqueaux, bâti au XVIIIe siècle, est situé à La Chapelle-des-Pots, en France. L'immeuble a été inscrit au titre des monuments historiques en 2011.

## Historique
Le bâtiment est inscrit au titre des monuments historiques par arrêté du 26 mai 2011.